# Фынтай (Пекин)
Фынта́й, Фэнта́й (кит. упр. 丰台, пиньинь Fēngtái) — район городского подчинения города центрального подчинения Пекин (КНР).

## География
Район Фынтай расположен к юго-западу от центра города. На юго-востоке он граничит с районом Дасин, на юго-западе — с районом Фаншань, на северо-западе — с районами Мыньтоугоу и Шицзиншань, на севере — с районом Хайдянь, на северо-востоке — с районами Сичэн, Дунчэн и Чаоян.

## История
На территории района расположен мавзолей эпохи Западная Хань, в котором похоронены видный аристократ и его жена.
Во времена империи Цзинь в Цзиньской столице Чжунду за воротами Фэнъимэнь (кит. 丰宜门) находилась башня Пайцзяотай (кит. 拜郊台) — из этих двух названий и получилось название «Фэнтай». В эпоху империи Цин в посёлке Фынтай был расквартирован один из трёх гарнизонов императорской гвардии. В 1937 году именно здесь произошёл «инцидент 7 июля», вызвавший японо-китайскую войну. С 1952 года посёлок Фынтай стал районом Пекина.

## Население
В районе Фынтай сложилась крупная община трудовых мигрантов из провинции Чжэцзян, особенно из города Вэньчжоу.

## Административное деление
Район Фынтай делится на 14 уличных комитетов, 2 посёлка и 5 волостей.
Уличные комитеты
- Дахунмэнь (Dahongmen, 大红门街道)
- Дунгаоди (Donggaodi, 东高地街道)
- Дунтецзянъин (Dongtiejiangying, 东铁匠营街道)
- Лугоуцяо (Lugouqiao, 卢沟桥街道)
- Мацзябао (Majiabao, 马家堡街道)
- Наньюань (Nanyuan, 南苑街道)
- Силоюань (Xiluoyuan, 西罗园街道)
- Синьцунь (Xincun, 新村街道)
- Тайпинцяо (Taipingqiao, 太平桥街道)
- Фынтай (Fengtai, 丰台街道)
- Хэи (Heyi, 和义街道)
- Чансиньдянь (Changxindian, 长辛店街道)
- Юаньмэнь (You'anmen, 右安门街道)
- Юньган (Yungang, 云岗街道)

Посёлки
- Ванцзо (Wangzuo, 王佐镇)
- Чансиньдянь (Changxindian, 长辛店镇)

Волости
- Ваньпинчэн (Wanpingcheng, 宛平城(街道)地区)
- Лугоуцяо (Lugouqiao, 卢沟桥(乡)地区)
- Наньюань (Nanyuan, 南苑(乡)地区)
- Фанчжуан (Fangzhuang, 方庄(街道)地区)
- Хуасян (Huaxiang, 花乡(乡)地区)

## Экономика
По состоянию на 2017 год региональный ВВП района Фынтай составлял 142,75 млрд юаней, а ВВП на душу населения — 65,3 тыс. юаней.
В районе Фынтай расположен оптовый рынок Синьфади (Xinfadi Market), который обеспечивает около 90 % потребностей Пекина в свежих овощах и фруктах (также здесь продают морепродукты, свежую рыбу, свинину и курятину). На рынке занято более 10 тыс. работников.
Также в районе находятся Пекинский центр цветочной торговли (рынок цветов и декоративных растений), рыбный рынок Цзиншэнь, торговые центры Fengtai Wanda Plaza, Xitieying Wanda Plaza, Huaifang Wanda Plaza, BHG Mall и Sofly Shopping Center, новый деловой квартал Лицзэ, застроенный высотными башнями офисов и отелей, технопарк Fengtai Science Park, штаб-квартиры China General Technology Group (Genertec), Пекинской корпорации по строительству метрополитена (BJMOA) и авиакомпании China United Airlines.

## Транспорт

### Железнодорожный
В районе расположены три железнодорожных вокзала и Пекинское депо. 
- Западный вокзал обслуживает высокоскоростную линию Пекин — Гуанчжоу, обычные линии Пекин — Гуанчжоу и Пекин — Коулун, а также линии пригородных электричек.
- Южный вокзал обслуживает высокоскоростную линию Пекин — Шанхай, обычную линию Пекин — Шанхай и междугородную линию Пекин — Тяньцзинь.
- Вокзал Фынтай обслуживает высокоскоростные линии Пекин — Гуанчжоу и Пекин — Шанцю, а также обычные линии Пекин — Шанхай и Пекин — Хуайлай[7][8][9].

Фынтай обслуживают 12 линий Пекинского метрополитена: Четвёртая, Пятая, Седьмая, Восьмая, Девятая, Десятая, Четырнадцатая Западная, Четырнадцатая Восточная, Дасин, Дасин Аэропорт Экспресс, Фаншань и Ичжуан.

### Автомобильный
Через территорию района проходят:
- Вторая кольцевая автодорога Пекина
- Третья кольцевая автодорога Пекина
- Четвёртая кольцевая автодорога Пекина
- Пятая кольцевая автодорога Пекина
- Шестая кольцевая автодорога Пекина
- Скоростная дорога Пекин — Гонконг — Макао (G4)
- Национальное шоссе Годао 105
- Национальное шоссе Годао 106

### Авиационный
- Аэропорт Наньюань

## Достопримечательности
- Мост Марко Поло
- Крепость Ваньпин
- Мемориальный музей антияпонской войны китайского народа
- Пекинский автомобильный музей
- Музей китайских садов и ландшафтной архитектуры
- Музей флористики Китая

### Парки
- Всемирный парк — пекинский парк миниатюр
- Мировой сад цветов
- Парк Ляньхуачи
- Спортивный парк Фанчжуан
- Парк Гарден-Экспо

## Спорт
В районе расположен стадион Фэнтай вместимостью свыше 30 тыс. зрителей. Он является домашней ареной футбольного клуба Бэйцзин Жэньхэ. Также в районе находится софтбольная арена.

## Галерея
- Парк Ляньхуачи
- Мост Ляньхуа
- Комплекс Leeza SOHO
- Квартал Лицзэ
- Мировой парк
- Музей антияпонской войны
- Стадион Фэнтай
- Крепость Ваньпин
- Автомобильный музей
- Пекинское депо
- Электростанция
- ТЦ Ванда-Плаза
- Парк Ляньхуачи
- Штаб-квартира Genertec
- Штаб-квартира BJMOA
- Отель Sheraton
- BHG Mall
- Sofly Shopping Center